# Stan Marsh
Stanley (Stan) Marsh is een personage uit de animatieserie South Park. Hij is een van de vier centrale personages en hij is 9 jaar oud. De stem van Stan wordt vertolkt door Trey Parker.

## Biografie
Stan is, samen met Kyle, de normaalste jongen van het stel. Hij is een relatief rustige jongen, goed in sport, een grote dierenvriend en ook de gevoeligste van de vier (dit wordt vooral duidelijk gemaakt in Kenny Dies). Hij heeft verkering met Wendy Testaburger (als zij tegen hem praat moet hij regelmatig overgeven). De verkering eindigt in aflevering Raisins, waar zij het met Stan uitmaakt. Stan heeft nog wel gevoelens voor Wendy. In aflevering Follow That Egg!, lijkt het op het einde of Wendy en Stan weer bij elkaar komen, alleen zegt Stan er niets om te geven wat Wendy denkt. Toch krijgen ze weer verkering in de aflevering The List, waarna ze een dag samengewerkt te hebben toch weer verliefd op elkaar worden. Op het einde van de aflevering geeft hij weer over in Wendy's gezicht.
Stan is de beste vriend van Kyle Broflovski en gaat daarnaast, van de vier hoofdpersonen, het beste om met Kenny McCormick. In de ruzies en scheldpartijen tussen Cartman en Kyle treedt hij vaak op als bemiddelaar.
Zijn vriendschap met Kyle is in enkele afleveringen toch verbroken. In Prehistoric Ice Man krijgen ze ruzie over de naam van de door Kyle gevonden ijsman, waar het zelfs uitloopt tot een gevecht. In Super Best Friends gaat Stan weg uit het kamp van David Blaine, en probeert Kyle ervan te overtuigen dat het niet pluis is, maar Kyle wil niet mee en die zegt zelfs dat ze geen beste vrienden meer zijn. In Douche and Turd stemt Stan niet op Kyles partij, zodat hun vriendschap alweer op het punt staat om te eindigen. In South Park Is Gay! kleedt Kyle zich niet als Stan, Cartman en Kenny. Als Cartman niets meer met Kyle te maken wil hebben, loopt Stan met hem mee. In Follow That Egg! wordt Stan jaloers op Kyle, omdat hij hem verdenkt van een relatie met Stans ex, Wendy Testaburger. In Guitar Queer-o is Stan beter in Guitar Hero, zodat hij een contract krijgt bij een miljonair, en Kyle niet, terwijl ze het spel samen hebben gekocht.
In Trapped in the Closet gaat Stan schrijven. Dit tot ergernis van Kyle, die hun vriendschap verbreekt. In You're getting old en Assburgers heeft Kyle het moeilijk met Stans gedrag en verbreekt hij de vriendschap om met Cartman een nieuwe vriendschap te sluiten, maar ook hier komt op het einde alles weer goed.
In drie afleveringen, Cherokee Hair Tampons, Cartmanland en Super Best Friends redt Stan Kyles leven.
Ook schaamt Stan zich weleens voor zijn vader, Randy Marsh, wegens zijn idiote, ouderwetse en soms alcoholistisch gedrag, onder andere in de afleveringen The Losing Edge, Bloody Mary (wanneer zijn vader voor de klas moet praten over zijn drankprobleem), With Apologies to Jesse Jackson (wanneer zijn vader "niggers" in plaats van "naggers" zegt, bij het Rad van Fortuin, in de categorie: "irritante mensen") en Guitar Queer-o (waarin hij met zijn "ouderwetse" gitaar voor Kyles vrienden speelt).
Verder wordt in aflevering #306 (Sexual Harassment Panda) bekend dat hij aan astma lijdt. Dit is na deze aflevering niet meer teruggekomen in de serie.
Stan woont aan de Bonanza Street 2001 in South Park.